# Cessna T-37
Cessna T-37 (známý pod přezdívkami Tweety Bird nebo Tweet) je americký cvičný letoun pro základní výcvik a lehký útočný letoun. Malý a úsporný dvoumotorový stroj létá již přes 50 let nejen v USA, ale i v řadě dalších letectev. V minulosti z něj byla odvozena lehká bitevní varianta Cessna A-37 Dragonfly, jež se uplatnila především ve vietnamské válce.
I po padesáti letech slouží letoun k základnímu výcviku v USAF a US Navy. V USAF platí, že po získání prvních zkušeností s T-37 piloti pokračují ve výcviku na strojích Northrop T-38 Talon, Beechcraft T-1 Jayhawk a Bell UH-1 Iroquois. Z více než 1000 postavených strojů jich v USA dodnes létá více než 100, ale od roku 2001 jsou letouny tohoto typu nahrazovány novým typem Raytheon T-6 Texan II.

## Vývoj
Už během druhé světové války a korejské války si firma Cessna získala dobrou pověst díky výrobě lehkých dopravních a pozorovacích letounů. V roce 1952 Cessna zareagovala na specifikace programu Trainer Experimental (TX), na základě kterých měl být vyvinut lehký dvoumístný cvičný letoun pro základní výcvik pilotů.
Cessna vyvinula malý dvoumístný, dvoumotorový letoun, označený jako Model 318, ve kterém pilot a instruktor seděli vedle sebe ve společné kabině, což umožnilo jejich lepší spolupráci. Překryt pilotů se zvedal vzhůru směrem dozadu, což tehdy bylo obvyklé řešení. Oba členové posádky měli k dispozici vystřelovací sedadla. Letoun měl krátké přímé křídlo v jehož kořenech byly vstupy vzduchu do motorů a jednoduchou svislou ocasní plochu. Podvozek byl klasický příďový. Aerodynamicky čistý letoun byl vybaven aerodynamickými brzdami za přední podvozkovou nohou, které sloužily pro snížení přistávací rychlosti.
Stroj poháněla dvojice motorů Continental-Teledyne J69-T-9 o tahu 12,7 kN, což byla licenční verze francouzských motorů Turboméca Marboré. Jelikož letoun nebyl vybaven přetlakovou kabinou, byl jeho dostup omezen na 7600 metrů.
V roce 1954 byla Cessna vybrána ke stavbě tří prototypů XT-37 a jednoho draku pro statické zkoušky. První let prototypu nastal 12. října 1954. Letoun byl dobře ovladatelný na zemi i ve vzduchu, nenáročný na údržbu, což usnadňovala více než stovka odklopných přístupových panelů. Zkušený personál bych schopen vyměnit motor letounu během 30 minut. První prototyp byl zničen během testů a zbylé dva prošly řadou úprav, především došlo ke zvětšení svislé ocasní plochy. Poté byla objednána sériová výroba letounu pod označením T-37A.

## Varianty
- XT-37 – Trojice prototypů

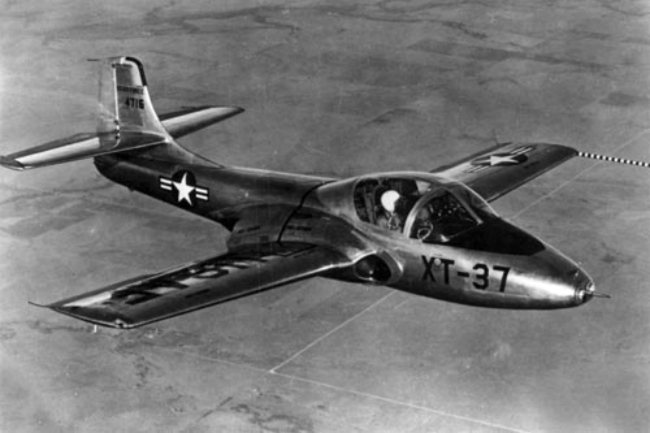
Cessna XT-37

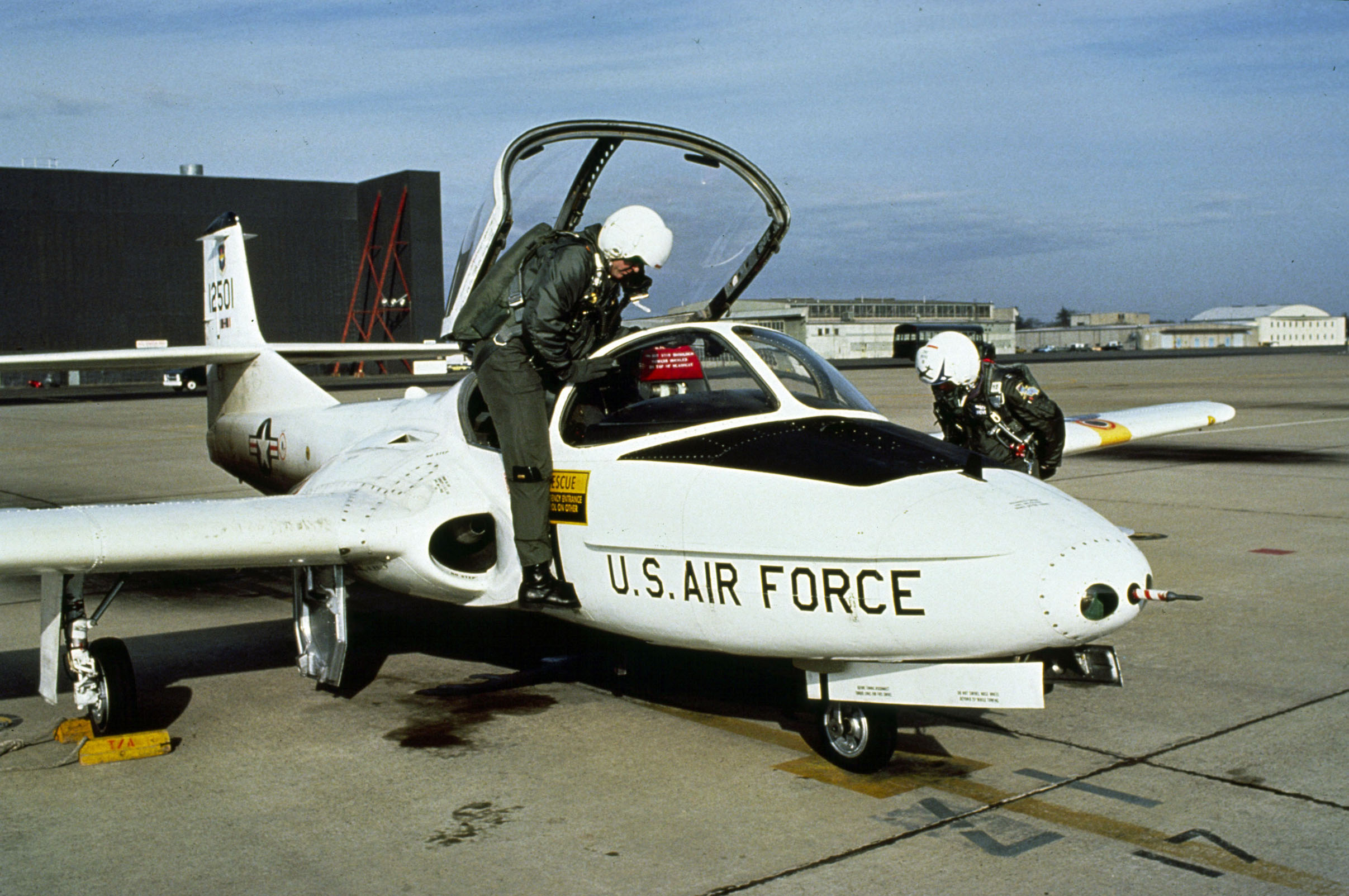
Cessna T-37B Tweet

- T-37A – Podobné prototypům. První byl postaven v září 1955 a dodán USAF v červnu 1956. V operační službě byl od roku 1957. Letouny byl považován za příjemný na pilotáž, dobře ovladatelný a schopný všech akrobatických manévrů. Problémem byla jeho neobvyklá hlučnost. Do roku 1959 bylo vyrobeno celkem 444 kusů této varianty. Armádní letectvo zkoušelo trojici strojů upravených pro funkci předsunutých leteckých návodčí. Pro tuto roli ale byl nakonec zvolen typ Grumman OV-1 Mohawk.

- T-37B – Tato varianta byla vybavena zlepšenými motory varianty J69-T-25, které měly o 10% vyšší tah a lepší spolehlivost. Modernizována byla také avionika letounu. V letech 1959–1973 bylo postaveno celkem 552 kusů této varianty a i všechny stroje varianty T-37A byly upraveny na jejich standard. Zajímavostí je, že v roce 1962 byly letouny T-37 vybrány jako standardní letoun americké akrobatické skupiny Thunderbirds. V této roli nahradily stroje North American F-100 Super Sabre.

- T-37C – Jelikož stroje variant T-37A a T-37B neměly instalovány pylony pro podvěšenou výzbroj, začala Cessna v roce 1961 s vývojem této varianty určené pro cvičné střelby a lehké bitevní operace. Tato varianta byla určena i pro exportní účely. Letoun měl zesílené křídlo, které neslo závěsníky a na jehož koncích mohly být umístěny odhazovatelné přídavné nádrže o objemu 245 l. Letoun měl střelecký zaměřovač a pro průzkumné lety mohl být vybaven kamerou. Díky větší hmotnost se snížily výkony letounu. Jen dolet byl díky přídavným nádržím větší. Výroba této varianty skončila v roce 1975 a dala celkem 273 kusů.

Od roku 1989 prodělávaly stroje T-37 dosud sloužící v USAF modernizaci draku. Teprve v červnu 1999 byl americkému letectvu dodán první sériový T-6A Texan, vybraný jako náhrada za T-37.

### Uživatelé (2008)

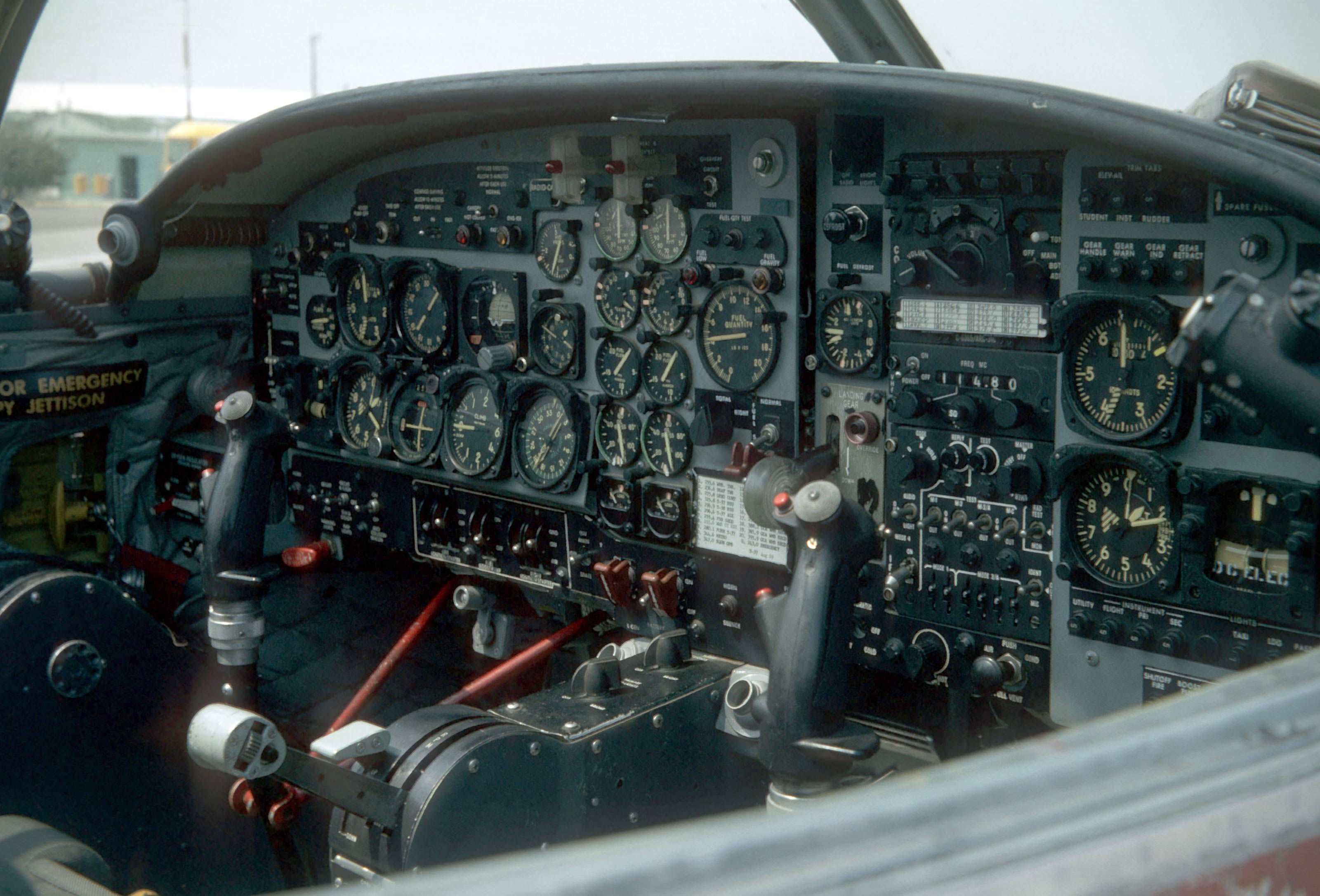
Kokpit T-37

- Bangladéš – 30 strojů, z nichž 12 je dosud aktivních.
- Barma – 12 kusů T-37C
- Brazílie – 65 kusů T-37C. Později bylo 30 z nich dodáno do Jižní Koreje a 12 do Paraguay.
- Ekvádor – 10 kusů (10 kusů A-37 a 10 kusů T-37B)
- Chile – 32 kusů (230 kusů T-37B a 12 kusů T-37C)
- Jižní Korea – 55 kusů T-37C
- Jižní Vietnam – 24 kusů T-37B. Po obsazení země je získalo letectvo Vietnamu.
- Jordánsko – 15 kusů T-37B
- Kambodža – 4 kusy T-37B
- Kolumbie – 14 kusů (4 kusy T-37B a 10 kusů T-37C)
- Maroko – 14 kusů bylo zakoupeno v roce 1995.
- Německo – 47 kusů T-37B. Stroje byly zakoupeny Německem, ale létaly v USA s označením USAF.
- Pákistán – 63 kusů (24 kusů T-37B a 39 kusů T-37C)
- Peru – 32 kusů T-37B
- Portugalsko – 30 kusů T-37C
- Řecko – 32 kusů (8 kusů T-37B a 24 kusů T-37C)
- Thajsko – 16 kusů (10 kusů T-37B a 6 kusů T-37C)
- Turecko – 50 kusů T-37C
- USA
- Vietnam

## Specifikace

### Technické údaje
- Posádka: 2 (instruktor, žák)
- Rozpětí: 11,71 m
- Délka: 9,79 m
- Výška: 2,82 m
- Nosná plocha: 17,1 m²

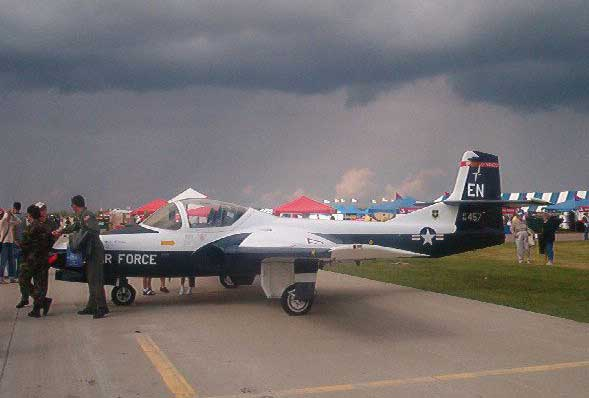
T-37C

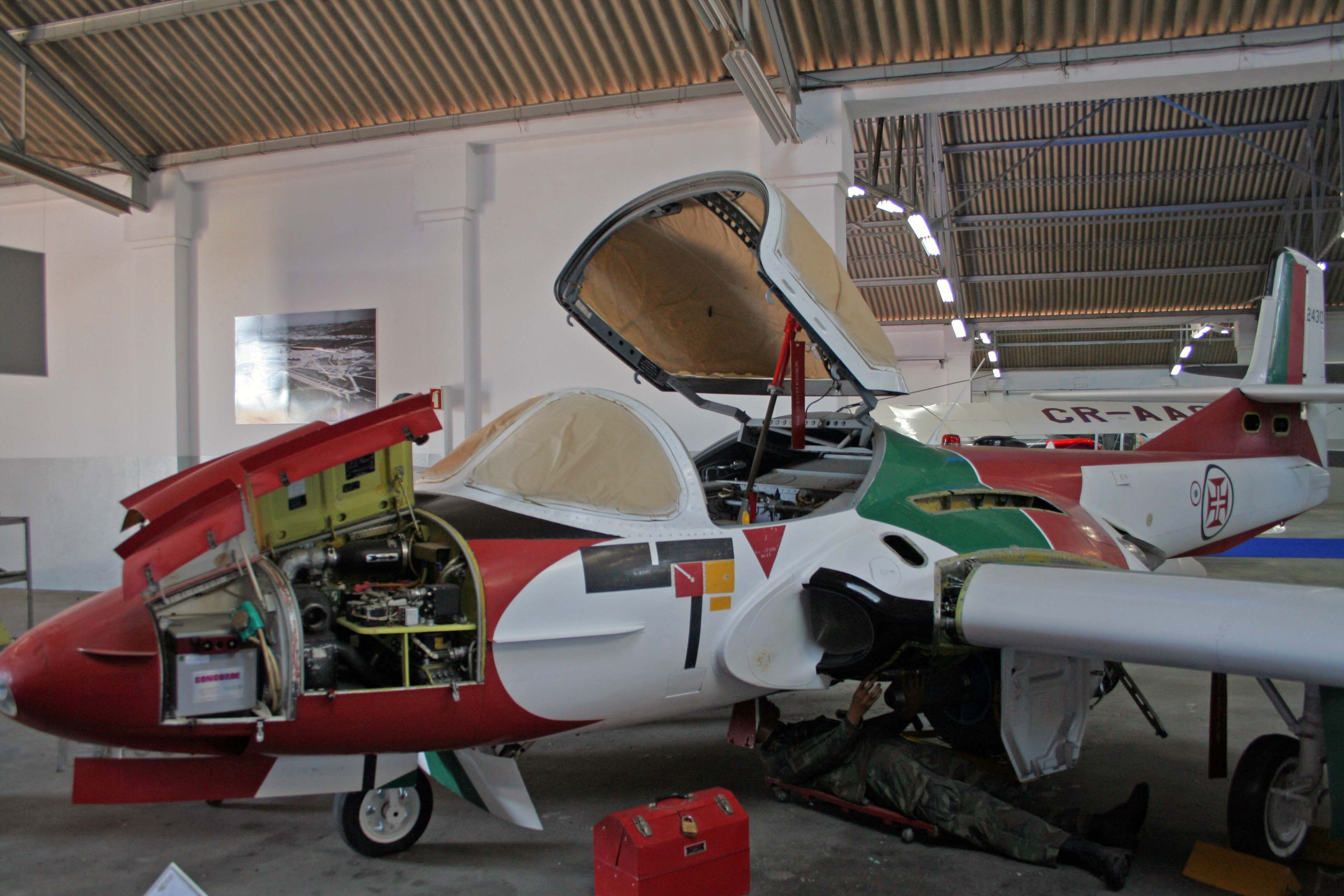
T-37

- Hmotnost prázdného letounu: 2815 kg
- Nejvyšší vzletová hmotnost: 6800 kg
- Pohonná jednotka: 2 × proudový motor Continental J69
  - Tah motoru:

### Výkony
- Nejvyšší rychlost: 770 km/h
- Cestovní rychlost: 480 km/h
- Dostup: 12 700 m
- Stoupavost: 35,5 m/s
- Dolet: 1480 km

### Výzbroj
- 1 × 7,62 mm kulomet GAU-2B/A (zásoba 618 nábojů)
- až 2 720 kg pum na 8 závěsnících